# Юррианс, Кор
	Корнелис Эдуард (Кор) Юррианс (нидерл. Cornelis Eduard "Cor" Jurriaans; 5 сентября 1907, Амстердам — 31 октября 1976, Хорн) — нидерландский футболист, игравший на позиции правого вингера за амстердамский «Аякс». После завершения игровой карьеры был футбольным арбитром.

## Ранние годы
Кор Юррианс родился 5 сентября 1907 года в Амстердаме, в семье Корнелиса Юррианса и Франсины Хёйссен, и был единственным ребёнком в семье. Его отец работал слесарем.

## Футбольная карьера
С 11 лет Юррианс числился в футбольном клубе «Аякс», играл за юношескую команду. В первой команде Кор дебютировал 10 января 1926 года, выйдя на замену в матче с «Харлемом». 19-летний вингер появился во втором тайме вместо Хенка Хордейка. 31 января Юррианс открыл счёт своим голам за «Аякс» в чемпионате Нидерландов, отметившись голом в гостевом матче с УВВ из Утрехта.

## Достижения
- Чемпион Нидерландов: 1930/31, 1931/32[7], 1933/34

## Личная жизнь
Корнелис женился 26 октября 1932 года. Его супругой стала 22-летняя Йоханна Вегемакерс, уроженка города Хогевен.

### Комментарии
1. ↑  На момент женитьбы сына он работал кондуктором.